# Antti Autti
Antti-Matias Antero Autti (* 15. März 1985 in Rovaniemi) ist ein finnischer Snowboarder. Sein Onkel ist Arto Autti, ein ehemaliger finnischer Fußballspieler.

## Werdegang
Am 7. Dezember 2001 gab Autti sein Debüt im Snowboard-Weltcup. Im dritten Weltcup gelang ihm in der Halfpipe der dritte Platz. Danach folgten noch drei weitere Podiumsplatzierungen. Bei seinen ersten Snowboard-Juniorenweltmeisterschaften 2002 in Rovaniemi ging er in der Halfpipe an den Start und kam auf den siebenten Platz. Die Saison 2002/03 begann mit recht guten Ergebnissen, mit zwei dritten- und einem zweiten Platz. In der Disziplinwertungen Halfpipe belegte er den siebenten Platz und im Big Air den fünften Platz. Die zweiten Snowboard-Juniorenweltmeisterschaften 2003 in Prato Nevoso lief zum Vorjahr recht schlecht. Denn er landete auf dem 11. Platz in der Halfpipe. In Kreischberg 2003 gewann er bei seinen ersten Snowboard-Weltmeisterschaften 2003 die Bronzemedaille im Big Air. Bei den Finnischen Meisterschaften 2003 in Vuokatti bekam er die Silbermedaille im Big Air- und im Halfpipe-Wettbewerb.
Seinen ersten Weltcupsieg feierte er in der Saison 2003/04 in Valle Nevado in der Halfpipe und im weiteren Verlauf der Saison gelangen ihm noch drei weitere Siege. Im Jahr 2004 wurde er WSF-Halfpipe-Weltmeister und gewann auch die Finnischen Meisterschaften in der Halfpipe. 2005 gewann er die X-Games in der Superpipe. Er ist der erste nichtamerikanische Teilnehmer, dem dies gelang. Bei seinen zweiten Snowboard-Weltmeisterschaften 2005 im kanadischen Whistler gewann Autti zwei Goldmedaillen. Bei seinen ersten und einzigen Olympischen Winterspielen 2006 in Turin kam er in der Halfpipe auf den fünften Rang.
In der Saison 2006/07 war er nur im schwedischen Stockholm im Big Air am Start und wurde Zehnter. Die Snowboard-Weltmeisterschaften 2007 in Arosa verlief recht ordentlich, denn er gewann die Silbermedaille im Big Air und wurde Fünfter in der Halfpipe. In der Saison 2007/08 war er nur bei zwei Weltcupstationen dabei, belegte in Cardrona den fünften Platz in der Halfpipe und in Rotterdam im Big Air den dritten Platz. Bei einem FIS-Rennen 2008 in Tahkovuori ging er zum ersten Mal im Snowboardcross an den Start und wurde 21. In der Saison 2008/09 belegte er in Stockholm im Big Air und in La Molina in der Halfpipe jeweils den neunten Platz. Eine Saison später kam er in allen vier Weltcupstationen unter die ersten 10. Bei den Weltcups 2010/11 und 2013/14 war er jeweils bei nur einer Weltcupstation am Start. Bei seiner vierten Snowboard-Weltmeisterschaft 2011 in La Molina wurde er Zehnter in der Halfpipe.

## Erfolge

### Olympische Spiele
|            | Disziplin | Platz |
| Turin 2006 | Halfpipe  | 5.    |

### Weltmeisterschaften
- Kreischberg 2003: 3. Big Air, 4. Halfpipe
- Whistler 2005: 1. Big Air, 1. Halfpipe
- Arosa 2007: 2. Big Air, 5. Halfpipe
- La Molina 2011: 10. Halfpipe

### Juniorenweltmeisterschaften
- Rovaniemi 2002: 7. Halfpipe
- Prato Nevoso 2003: 11. Halfpipe

### Finnische Meisterschaften
| Finnische Meisterschaften | Finnische Meisterschaften | Finnische Meisterschaften | Finnische Meisterschaften |
| ------------------------- | ------------------------- | ------------------------- | ------------------------- |
| Silber                    | 2003 Vuokatti             | Silber im Big Air         |                           |
| Silber                    | 2003 Vuokatti             | Silber im Halfpipe        |                           |
| Gold                      | 2004 Ruka                 | Gold im Halfpipe          |                           |

### Weltcup
- 19 Podestplätze, davon 6 Siege:

|    | Datum              | Ort          | Land     | Disziplin |
| -- | ------------------ | ------------ | -------- | --------- |
| 01 | 19. September 2003 | Valle Nevado | Chile    | Halfpipe  |
| 02 | 5. Dezember 2003   | Tandådalen   | Schweden | Halfpipe  |
| 03 | 20. Dezember 2003  | Stoneham     | Kanada   | Halfpipe  |
| 04 | 22. Februar 2004   | Sapporo      | Japan    | Halfpipe  |
| 05 | 10. Februar 2005   | Bardonecchia | Italien  | Halfpipe  |
| 06 | 15. September 2005 | Valle Nevado | Chile    | Halfpipe  |

- Weltcupplatzierungen

| Saison  | Gesamt | Halfpipe | Big Air |
| ------- | ------ | -------- | ------- |
| 2001/02 | –      | 3.       | 8.      |
| 2002/03 | –      | 7.       | 5.      |
| 2003/04 | –      | 2.       | 15.     |
| 2004/05 | –      | 7.       | –       |
| 2005/06 | 28.    | 4.       | –       |
| 2006/07 | 162.   | –        | 36.     |
| 2007/08 | 83.    | 45.      | 29.     |
| 2008/09 | 121.   | 54.      | 39.     |
| 2009/10 | 27.    | 8.       | 23.     |
| 2010/11 | 84.    | 43.      | –       |
| 2013/14 | 42.    | 24.      | –       |

### Europacup
- 1 Podestplätze, davon 0 Siege:

- Weltcupplatzierungen

| Saison  | Gesamt | Halfpipe |
| ------- | ------ | -------- |
| 2001/02 | 13.    | 13.      |
| 2002/03 | –      | 2.       |

### Weitere Erfolge
- 1 dritter Platz im Snowboard Nor-Am Cup im Halfpipewettbewerb